# Franz Heim
Franz Heim (Fráncfort del Meno, 13 de febrero de 1907 - 19 de febrero de 1944), promovido el 1 de mayo de 1943, fue un soldado nazi SS-Standartenführer (miembro n. ° 18 376), miembro del NSDAP (n. ° 352 548), sirvió desde septiembre de 1941 como Vicecomandante de la Policía de Seguridad (SIPO) y en el Sicherheitsdienst del Gobierno General de Polonia, encabezada por el SS-Oberführer Eberhard Schöngarth en Cracovia.

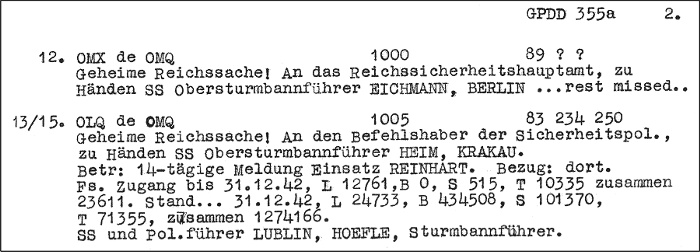
Telegrama Höfle, subcomandante de la Aktion Reinhard, Hermann Höfle, 15 de enero de 1943, enumerando el número de llegadas a cuatro campos de exterminio, 1942 en total: 1 274 166 judíos.

Heim se hizo conocido en la historiografía contemporánea del Holocausto debido al Telegrama Höfle, que fue interceptado y decodificado por los británicos. Fue el destinatario de la lista de recuento de la Aktion Reinhard de 1 274 166 judíos asesinados en las cámaras de gas de cuatro campos de exterminio durante la fase más mortífera del Holocausto en Polonia. En ese momento, Heim tenía el rango de Obersturmbannführer. El Sturmbannführer Hermann Höfle le envió el radiograma secreto superior desde la ciudad de Lublin el 11 de enero de 1943 confirmando el progreso de la Solución final de la cuestión judía.